# Raija Jokinen

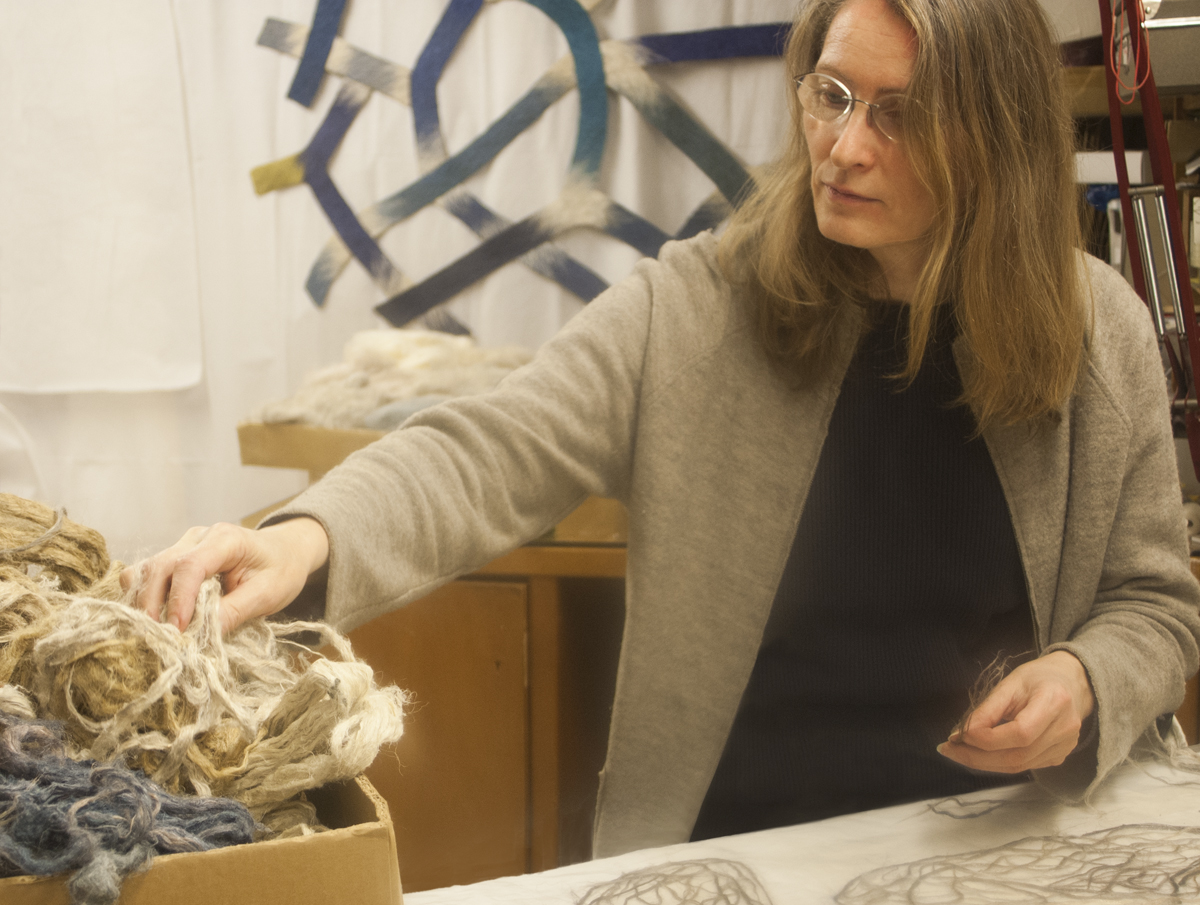
Raija Jokinen em 2014

Raija Jokinen (nascida em 1960) é uma artista visual e designer têxtil finlandesa. Jokinen vive e trabalha em Helsínquia e Sipoo.

## História
Jokinen estudou design têxtil na Universidade de Arte e Design de Helsínquia (UIAH, ex-TaiK) . Ela formou-se com um mestrado em design têxtil em 1990. Na sua carreira profissional, Jokinen começou por usar fios de papel e papel artesanal para as suas obras de arte, mas mais tarde ela se voltaria para o linho, a fibra de linho.

## Estilo
Jokinen criou uma técnica única de combinar o uso de fibra com costura ( bordado à máquina ). Como resultado, ela cria obras de arte que evocam uma impressão leve e arejada, mas são, ao mesmo tempo, consideravelmente duráveis. Ela frequentemente retrata partes do corpo humano, como vasos sanguíneos ou nervos, que são transformados em ramos de plantas e raízes. O seu método foi comparado a desenhar e esculpir, substituindo o cinzel ou o pincel pela costura.

## Prémios e exposições
- Jokinen é a Artista Têxtil Finlandês do Ano de 2020.[3]
- Em 2019 ela foi agraciada com o prémio Artista do Ano da comunidade Sipoo.[4]
- Ela é detentora do prémio de Artista do Ano de 2015 da província de Uusimaa.[5]

Jokinen participou em inúmeras exposições dentro e fora da Finlândia, entre outras no Reino Unido, França, Alemanha, Estados Unidos e China. As suas obras também estão expostas em espaços públicos. Em 2020, o seu 30º aniversário profissional foi comemorado com uma retrospectiva na cidade finlandesa de Valkeakoski.